# Vineyards
Vineyards – jednostka osadnicza w Stanach Zjednoczonych, w stanie Floryda, w hrabstwie Collier.